# Сан Венанцио (Модена)
Сан Венанцио је насеље у Италији у округу Модена, региону Емилија-Ромања.
Према процени из 2011. у насељу је живело 501 становника. Насеље се налази на надморској висини од 288 м.